# Быть открытыми, несмотря на прошлое
«Быть открытыми, несмотря на прошлое» нем. Offen sein, trotz der Vergangenheit — статья президента России Владимира Путина, написанная на немецком языке и опубликованная в германской газете Die Zeit 22 июня 2021 года, в связи с 80-летием со дня начала Великой Отечественной войны. В ней Путин заявляет о необходимости восстановления партнёрства между Россией и Западом.

## Публикация и содержание
20 июня 2021 года стало известно, что президент России Владимир Путин написал на немецком языке статью, посвящённую 80-летию со дня начала Великой Отечественной войны. Пресс-секретарь президента Дмитрий Песков объяснил выбор языка тем, что именно Германия стала первой жертвой нацизма. Позже стало известно, что статью опубликуют на страницах газеты Die Zeit и что после этого она появится в печати и на других языках.
Статья была опубликована 22 июня на сайте Die Zeit и одновременно на сайте Кремля. В ней Путин заявляет, что в мире происходит деградация системы безопасности и что Россия выступает «за восстановление всеобъемлющего партнерства с Европой». По его словам, «общая и бесспорная цель» России и её западных партнёров — «обеспечить континентальную безопасность без разделительных линий, единое пространство равноправного сотрудничества и всеобщего развития во имя процветания Европы и мира в целом».

## Оценки
Аналитики отметили, что Путин в своей статье назвал Россию частью Европы. При этом он напрямую заявил, что в 2014 году США организовали «вооружённый переворот» на Украине, а Европа их «безвольно поддержала».